# Saint-François-Longchamp
Saint-François-Longchamp korábbi község (település) Franciaországban, Savoie megyében. 2017. január 1-jén Montaimont és Montgellafrey községgel egyesült és Saint François Longchamp új község része lett.Lakosainak száma 321 fő (2018. január 1.). Saint-François-Longchamp Les Avanchers-Valmorel, Montaimont, Montgellafrey, La Léchère, Saint-Jean-de-Belleville, Saint-Martin-sur-la-Chambre és La Léchère községekkel határos.

## Népesség
A település népessége az elmúlt években az alábbi módon változott:
| Lakosok száma | 245  | 247  | 494  | 305  | 321  |
|               | 2013 | 2015 | 2016 | 2017 | 2018 |